# Mardaman
Mardaman fue una antigua ciudad real al norte de Mesopotamia cuyas primeras atestiguaciones provienen de un poema acadio del II milenio a. C. donde aparece al mando de su rey Duhsusu junto a otras ciudades que se sumaron a una "Gran Revuelta" contra el rey acadio Naram-Sin (2260-2223 a. C.).
La localización exacta de Mardaman era desconocida hasta que en mayo de 2018 se descifraron y publicaron las inscripciones de una colección de 92 tablillas cuneiformes asirias de alrededor de 1250 a. C. escondidas dentro de una vasija de arcilla  descubiertas en el palacio del gobernador asirio Assur-nasir en el verano de 2017 por arqueólogos de la Universidad de Tubinga. Este descubrimiento se hizo en el pequeño pueblo iraquí de Bassetki, la antigua Mardaman, en la gobernación de Dohuk del Kurdistán autónomo iraquí.
Otras inscripciones señalan que durante la Edad del Bronce Medio, la ciudad comisionó enviados a la corte del rey de Mari, Yahdun-Lim (1810–1794 a. C.), una de las ciudades en la región que había sido capturada por el rey asirio Shamshi-Adad I (1796–1775 a. C.), que había nombrado a su hijo Yasmah-Addu virrey asirio en Mari.
Con Zimri-Lim (1774–1762 a. C.) en el trono de Mari, se ha encontrado una carta que nunca fue despachada que tenía por destinatario a Tish-Ulme, que posteriormente sería rey de Mardaman, por la que se solicitaba que entregasen la ciudad para poner un gobernante leal al rey de Mari. Hubo otras referencias en las que Mardaman fue conquistado varias veces.